# Aleksandra Krošelj
Aleksandra Krošelj (ur. 25 lutego 1999 w Lublanie) – słoweńska koszykarka, występująca na pozycji rozgrywającej, reprezentantka kraju, od 2023 zawodniczka Embutidos Pajariel Membibre.

## Osiągnięcia
Stan na 9 maja 2024, na podstawie, o ile nie zaznaczono inaczej.

### Drużynowe
- Mistrzyni:
  - Słowenii (2017–2020)[3][4][5][6]
  - Szwajcarii (2021)[7]
- Wicemistrzyni Belgii (2023)[8]
- Zdobywczyni:
  - pucharu:
    - Słowenii (2017, 2019, 2020)[3]
    - Szwajcarii (2022)[7]
    - szwajcarskiej ligi SBL (2022)[7]

  - Superpucharu Szwajcarii (2022)[7]
- Finalistka Pucharu Słowenii (2018)
- Uczestniczka międzynarodowych rozgrywek Eurocup (2018/2019, 2020–2023)

### Indywidualne
(* – nagrody przyznane przez portal eurobasket.com)
- MVP Pucharu Słowenii (2020)
- Debiutantka roku ligi słoweńskiej (2017)*[3]
- Zaliczona do*:
  - I składu najlepszych nowo-przybyłych zawodniczek ligi słoweńskiej (2017)[3]
  - II składu ligi:
    - belgijskiej (2021)[9]
    - szwajcarskiej (2022)[7]
    - słoweńskiej (2019)[5]

  - składu honorable mention ligi:
    - belgijskiej (2023)[8]
    - słoweńskiej (2020)[6]

### Reprezentacja
Seniorska
- Uczestniczka:
  - mistrzostw Europy (2019 – 10. miejsce, 2021 – 10. miejsce)
  - kwalifikacji do Eurobasketu (2019, 2021, 2023)

Młodzieżowe
- Wicemistrzyni Europy U–20 (2017)
- Uczestniczka mistrzostw Europy:
  - U–18 (2015 – 5. miejsce, 2016 – 10. miejsce, 2017 – 7. miejsce)
  - U–16 dywizji B (2013 – 9. miejsce, 2014 – 4. miejsce, 2015 – 4. miejsce)